# 2000年民主進步黨主席選舉
2000年民主進步黨主席選舉，正式名稱為民主進步黨第九屆主席選舉，正式投票日是2000年4月18日，是民主進步黨自1998年第八屆黨主席選舉以來所舉辦的第二次黨員直選黨主席。在同年的總統選舉中，民主進步黨正副總統候選人陳水扁和呂秀蓮成功當選，成功奪取中央執政權，實現首次和平的政黨輪替。居功至偉的黨主席林義雄在民進黨得到執政權一個月之際，以任務完成為由，提前宣布請辭黨主席，於同年的4月20日正式卸任，回歸民間(直到八年後的總統選舉為了勸說蔡英文參選黨主席才宣告復出)。本次民進黨創黨以來的第三次黨主席等額選舉，亦是民進黨連續兩次等額選舉。參加了這次選舉的只有當時的高雄市市長謝長廷一人。

## 背景
由於當時民進黨已經取得中央執政權，因此有參選黨主席意願的人選幾乎沒有。總統當選人陳水扁極力勸進施明德回鍋參選黨主席以爭取在立委選舉中取代王金平成為新任立法院院長，但施明德公開表態沒有意願，於是出現黨主席參選人難產的情況。最後在陳水扁的說服下，謝長廷最終成為本次黨主席選舉的唯一參選人。

## 候選人

### 謝長廷
謝長廷是民進黨的創黨黨員之一，在黨內也是個大人物。

## 選舉結果
4月18日，黨主席選舉正式投票，總投票率88%，選舉結果如下：
- 得票統計

| 號次     | 候選人   | 得票     | 得票   | 狀態   |
| -------- | -------- | -------- | ------ | ------ |
| 號次     | 黨主席   | 票數     | 得票率 | 狀態   |
| 1        | 謝長廷   | 53,510票 | 99%    | 當選   |
| 總投票數 | 總投票數 | 60,740   | 60,740 | 60,740 |

最後選舉結果出爐，由謝長廷當選第七任第九屆民主進步黨黨主席，並於兩天後的4月20日正式上任。